# Oto Pestner
Oto Pestner, född 4 januari 1956 i Celje, är en slovensk popsångare (tenor) och låtskrivare med romskt ursprung. Han är en av Sloveniens mest prominenta artister.
Pestner deltog i den jugoslaviska uttagningen till Eurovision Song Contest 1973, 1974, 1975 och 1976. Han vann uttagningen 1975 som en del av gruppen Pepel in kri med bidraget Dan ljubezni. I Eurovision Song Contest samma år kom de på trettonde plats med 22 poäng. Han deltog även i den slovenska uttagningen till Eurovision Song Contest 1995. Han framförde låten Oda ljubezni i en duett med Irena Vrčkovnik och kom på andraplats.
Han samarbetat med artister som Nace Junkar, Helena Blagne, Alenka Godec, Nuša Derenda, Tatjana Dremelj, Marta Zore, Meta Močnik, Petar Grašo, Marijana Mlinar, Franjem Bobincem och Miša Molk.

## Diskografi (i urval)
- Oto Pestner (1972)
- Melodije za vas (1973)
- Zlato sonce in črna reka (1974)
- Črna zvezda (1976)
- Pravi posao (1980)
- Najlepše filmske pjesme (1984)
- Pozdravi (1985)
- Mama Tereza (1986)
- Slovenija, najlepša dežela (1987), med Nace Junkar
- Sterne der Heimat (1988)
- Najrajši sem pri očku (1988)
- Ciganska kri (1991)
- Dan za zaljubljene (1993)
- God Bless the Child (1994)
- Oda ljubezni (Najlepši dueti) (1995)
- Invisible Instruments (1995)
- Postmillenium: Oda tispčletju (2000)
- Božič za dva (2001)
- Spomini na Elvisa (dvojni) (2002)
- Mati Evropa (2004)
- Verjemi v ljubezen (2007)